# Principato di Vladimir-Suzdal'
Il Principato di Vladimir-Suzdal', anche conosciuto come Granducato di Vladimir-Suzdal' (in russo Влади́миро-Су́здальское кня́жество?, Vladimiro-Suzdal'skoe knjažestvo), o Rus' di Vladimir-Suzdal'' (Влади́мирско-Су́здальская Русь), fu l'organizzazione statale russa più grande dopo il disgregamento della Rus' di Kiev alla fine del XII secolo. Tradizionalmente ritenuto come la culla della lingua e della tradizione russa, il Principato venne nel XIV secolo a far parte del Granducato di Mosca.

## Origini
Il Principato occupava originariamente un vasto territorio situato a nordest della Rus' di Kiev e delimitato dai fiumi Volga, Oka e Dvina settentrionale. Nell'XI secolo la capitale era Rostov la Grande e le città principali includevano Suzdal', Jaroslavl' e Belozersk.
Vladimir il Monomaco, al fine di affermare i propri diritti dinastici sul principato, trasferì nel 1093, la capitale da Rostov a Suzdal'. Quindici anni dopo fondò la città di Vladimir sul fiume Kljaz'ma, 31 km a sud di Suzdal'. Suo figlio Jurij Dolgorukij spostò nel 1157 il soglio del Principato a Vladimir. A questa decisione si opposero i boiardi delle due precedenti capitali, che si scontrarono apertamente con Jurij. Seguì una breve guerra civile, terminata con la sconfitta di questi ultimi.

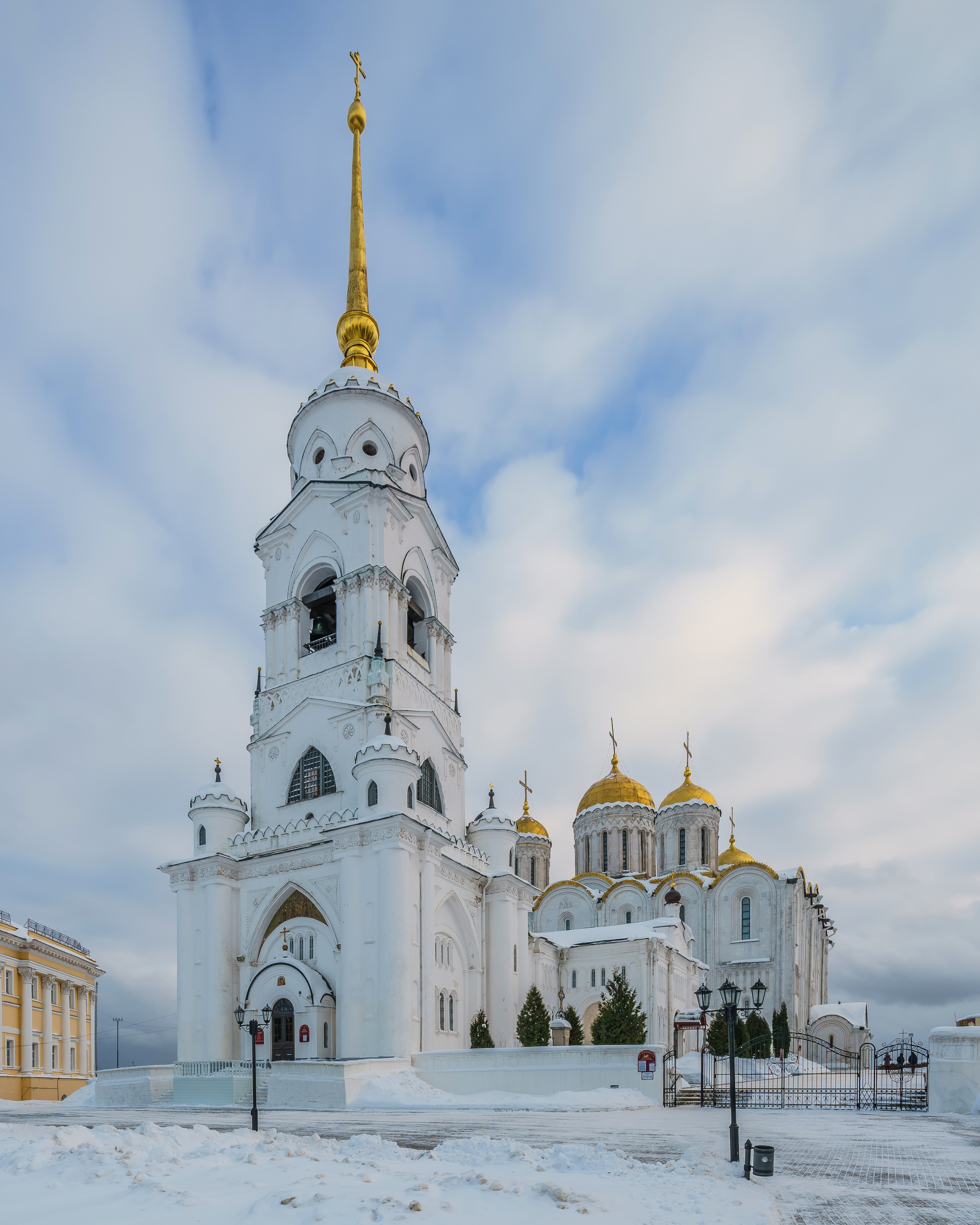
La Cattedrale dell'Assunzione di Vladimir, costruita tra il 1158 e il 1160 e sede del Metropolita di Russia nel XII secolo.

Nella metà del XII secolo, poiché le terre meridionali della Rus' erano periodicamente sconvolte e razziate dalle invasioni delle popolazioni tatare, si verificò una notevole migrazione verso il Principato. Nelle aree precedentemente occupate da boschi, conosciute con il nome di Zales'e, furono costituiti numerosi insediamenti. Mosca, Pereslavl'-Zalesskij, Kostroma, Dmitrov, Jur'ev-Pol'skij, Ksnjatin e Jaropolč-Zalesski furono fondate (sia per le cronache degli storici russi medievali che per le leggende popolari) da Jurij Dolgorukij, il cui soprannome, "dalle lunghe braccia", alludeva appunto alla sua destrezza nel manovrare i nuovi avvenimenti politici in tutta la Rus' pur rimanendo a Suzdal'.

## Apogeo
Fu durante il regno di Andrea il Pio, figlio di Jurij, che il Principato raggiunse l'apice del potere politico. Andrea si dimostrò un governante estremamente capace e spregiudicato al punto da trattare con disprezzo gli antichi centri di potere, come Kiev. Dopo aver ordinato al suo esercito di bruciare quest'ultima (sacco di Kiev), rifiutò nel 1169 il trono offertogli dai boiardi locali, su cui instaurò invece il fratello minore. Si insediò quindi a Vladimir, facendola diventare il centro politico più importante dell'intera Rus', ordinando la costruzione di nuove chiese e monasteri nella città. Andrea fu assassinato da un gruppo di boiardi mentre si trovava nella sua residenza di campagna di Bogoljubovo nel 1174.
Dopo un breve interregno, Vsevolod III, fratello del defunto sovrano, salì al trono del Principato. Continuò a seguire il disegno politico del fratello e nel 1203 attaccò e sconfisse nuovamente Kiev. I nemici principali di Vsevolod si dimostrarono tuttavia i Principati di Rjazan', i quali tentarono di seminare discordia tra Vladimir e la confinante entità statale turca della Bulgaria del Volga. Dopo numerose campagne militari Rjazan' fu rasa al suolo e i Bulgari furono costretti a pagare tasse al Principato.

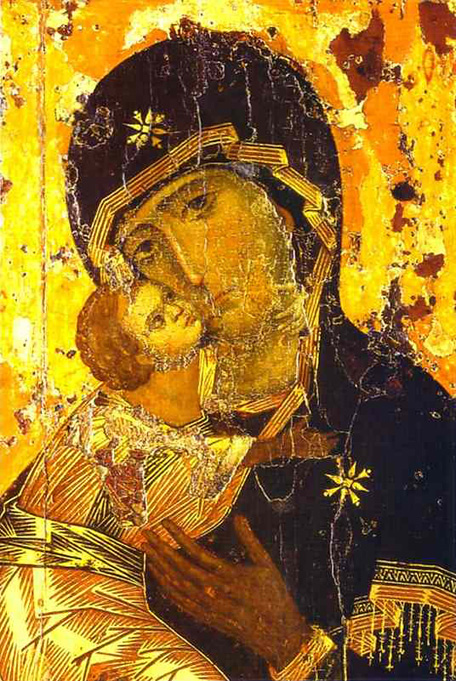
Icona della Theotókos di Vladimir.

La morte di Vsevolod, avvenuta nel 1212, precipitò lo Stato in un grave conflitto dinastico. Suo figlio minore Costantino, appoggiato dai boiardi di Rostov e da Mstislav il Coraggioso, cacciò il legittimo erede al trono, Jurij dalla capitale; solo sei anni dopo, con la morte del fratello, Jurij divenne il nuovo principe di Vladimir. La sua ascesa al trono coincidette con una nuova vittoria sui Bulgari e con l'instaurazione nel Principato di Novgorod del fratello Jaroslav. Il suo regno, tuttavia, finì catastroficamente con l'invasione delle Orde mongole guidate da Batu Khan, il quale prese e distrusse Vladimir nel 1238. Le altre città maggiori del principato subirono analoga sorte.

## Il giogo tataro
Né Vladimir né le città vicine riuscirono a resistere all'invasione mongola della Russia. Lo Stato si disgregò presto in undici principati autonomi: Mosca, Tver, Perejaslavl, Rostov, Jaroslavl, Uglič, Belozersk, Kostroma, Nižnij Novgorod, Starodub sulla Kljazma, e Jurev-Polskij. Tutti riconoscevano formalmente la supremazia del Gran Principe di Vladimir, che veniva nominato dallo stesso Gran Khan di Saraj. Persino Aleksandr Nevskij di Perejaslavl' dovette recarsi nella capitale mongola, Karakorum, al fine di farsi riconfermare il jarliq ricevuto da Saraj di Gran Principe dal Gran Khan dei tatari.
Alla fine del secolo, solo le due città Mosca e Tver' continuarono a contendersi la dignità di sede del Gran Principe (Velikij Knjaz). I loro governanti, una volta saliti al trono del Principato, non lasciavano più la loro città per stabilirsi a Vladimir, ma soltanto per farsi incoronare dal Metropolita e ricevere ufficialmente la nomina dal Gran Baskak (Ulu Baskag) in rappresentanza di Saraj. Quando Pietro I, metropolita di tutta la Russia, spostò il proprio soglio da Vladimir a Mosca nel 1321, risultò chiaro a tutti che il Principato di Mosca era succeduto al Principato di Vladimir come centro di potere principale della Russia nord-orientale.

## Principi di Vladimir
Elenco dei Gran Principi, sovrani del Principato di Vladimir-Suzdal'
- Jurij Dolgorukij di Kiev, capostipite della linea dinastica, 1113 (1125?) -1157
- Andrej Bogoljubskij
- Jaropolk Rostislavič
- Michele
- Vsevolod III
- Jurij II
- Costantino
- Jurij II, reinstaurato
- Jaroslav II
- Svjatoslav III
- Andrea II
- Aleksandr Nevskij
- Jaroslav III
- Vassili di Kostroma
- Demetrio di Pereslav
- Andrea di Gorodets
- Michail di Tver'
- Jurij di Mosca
- Demetrio di Tver'
- Alessandro I di Tver'
- Ivan I di Mosca
- Simeone di Mosca
- Ivan II di Mosca
- Demetrio di Suzdal'